# Reet Valgmaa
Reet Valgmaa (* 30. März 1952 in Tartu, verheiratete Reet Kull) ist eine ehemalige estnische Badmintonspielerin.

## Leben und Karriere
Reet Valgmaa war die dominierende Badmintonspielerin in Estland in den späten 1960er und den 1970er Jahren. In dieser Zeit gewann sie 33 nationale Titel. 13-mal siegte sie davon im Damendoppel und jeweils zehnmal im Mixed und im Dameneinzel.
Auch ihre Zwillingsschwester Riina war eine national erfolgreiche Badmintonspielerin. Beider Vater Helmut war Sportler und Sportpädagoge. Die Schwestern spielten zunächst Basketball, bevor sie im Alter von vierzehn unter Anleitung ihres Vaters mit Badminton begannen. Nach ihrer Sportkarriere arbeitete Reet Valgmaa als Lehrerin und leitete ein Trainingszentrum. Daneben war sie publizistisch tätig und schrieb Artikel und Bücher über Sporterziehung.

## Sportliche Erfolge
| Saison | Veranstaltung                  | Disziplin   | Platz | Name                             |
| ------ | ------------------------------ | ----------- | ----- | -------------------------------- |
| 1966   | Estland: Einzelmeisterschaften | Dameneinzel | 1     | Reet Valgmaa                     |
| 1966   | Estland: Einzelmeisterschaften | Mixed       | 1     | Heino Aunin / Reet Valgmaa       |
| 1966   | Estland: Einzelmeisterschaften | Damendoppel | 1     | Reet Valgmaa / Tiina Gens        |
| 1967   | Estland: Einzelmeisterschaften | Damendoppel | 1     | Reet Valgmaa / Riina Valgmaa     |
| 1967   | Estland: Einzelmeisterschaften | Dameneinzel | 1     | Reet Valgmaa                     |
| 1967   | Estland: Einzelmeisterschaften | Mixed       | 1     | Heino Aunin / Reet Valgmaa       |
| 1968   | Estland: Einzelmeisterschaften | Dameneinzel | 1     | Reet Valgmaa                     |
| 1968   | Estland: Einzelmeisterschaften | Mixed       | 1     | Alar Kivilo / Reet Valgmaa       |
| 1968   | Estland: Einzelmeisterschaften | Damendoppel | 1     | Reet Valgmaa / Riina Valgmaa     |
| 1969   | Estland: Einzelmeisterschaften | Dameneinzel | 1     | Reet Valgmaa                     |
| 1969   | Estland: Einzelmeisterschaften | Mixed       | 1     | Boris Bogovski / Reet Valgmaa    |
| 1969   | Estland: Einzelmeisterschaften | Damendoppel | 1     | Reet Valgmaa / Riina Valgmaa     |
| 1970   | Estland: Einzelmeisterschaften | Damendoppel | 1     | Reet Valgmaa / Marika Lemming    |
| 1970   | Estland: Einzelmeisterschaften | Dameneinzel | 1     | Reet Valgmaa                     |
| 1970   | Estland: Einzelmeisterschaften | Mixed       | 1     | Boris Bogovski / Reet Valgmaa    |
| 1971   | Estland: Einzelmeisterschaften | Damendoppel | 1     | Reet Valgmaa / Mariann Siliksaar |
| 1972   | Estland: Einzelmeisterschaften | Mixed       | 1     | Boris Bogovski / Reet Valgmaa    |
| 1972   | Estland: Einzelmeisterschaften | Damendoppel | 1     | Reet Valgmaa / Tiina Staak       |
| 1973   | Estland: Einzelmeisterschaften | Damendoppel | 1     | Reet Valgmaa / Skaidrite Nurges  |
| 1973   | Estland: Einzelmeisterschaften | Dameneinzel | 1     | Reet Valgmaa                     |
| 1974   | Estland: Einzelmeisterschaften | Damendoppel | 1     | Reet Valgmaa / Marika Dolotova   |
| 1974   | Estland: Einzelmeisterschaften | Dameneinzel | 1     | Reet Valgmaa                     |
| 1974   | Estland: Einzelmeisterschaften | Mixed       | 1     | Boris Bogovski / Reet Valgmaa    |
| 1976   | Estland: Einzelmeisterschaften | Mixed       | 1     | Mart Siliksaar / Reet Valgmaa    |
| 1976   | Estland: Einzelmeisterschaften | Damendoppel | 1     | Reet Valgmaa / Riina Valgmaa     |
| 1976   | Estland: Einzelmeisterschaften | Dameneinzel | 1     | Reet Valgmaa                     |
| 1977   | Estland: Einzelmeisterschaften | Damendoppel | 1     | Reet Valgmaa / Riina Valgmaa     |
| 1977   | Estland: Einzelmeisterschaften | Dameneinzel | 1     | Reet Valgmaa                     |
| 1977   | Estland: Einzelmeisterschaften | Mixed       | 1     | Alfred Kivisaar / Reet Valgmaa   |
| 1978   | Estland: Einzelmeisterschaften | Mixed       | 1     | Mart Siliksaar / Reet Valgmaa    |
| 1978   | Estland: Einzelmeisterschaften | Damendoppel | 1     | Reet Valgmaa / Riina Valgmaa     |
| 1978   | Estland: Einzelmeisterschaften | Dameneinzel | 1     | Reet Valgmaa                     |